# Heliconia lasiorachis
Heliconia lasiorachis är en enhjärtbladig växtart som beskrevs av Bengt Lennart Andersson. Heliconia lasiorachis ingår i släktet Heliconia och familjen Heliconiaceae. Inga underarter finns listade.